# Gartenhortensie
Die Gartenhortensie (Hydrangea macrophylla) ist eine Pflanzenart aus der Gattung Hortensien (Hydrangea) innerhalb der Familie der Hortensiengewächse (Hydrangeaceae). Die Wildformen stammen aus Japan. Viele Sorten werden als Zierpflanze verwendet. Charakteristisch sind die schirmförmigen Blütenstände, deren Schauapparat von sterilen Blüten mit großen, gefärbten Kelchblättern gebildet wird.

## Beschreibung
Die Wildform von Hydrangea macrophylla ist ein laubabwerfender Halbstrauch, dessen alte Zweige verholzen und dessen neue jeweils krautig sind, wie es typisch ist für Halbsträucher. Er kann Wuchshöhen bis zu 2 Metern erreichen, außerhalb Japans auch mehr.
Die gegenständigen Laubblätter sind in Blattstiel und -spreite gegliedert. Die einfache, leicht ledrige Blattspreite ist bei einer Länge von bis zu 15 Zentimetern elliptisch bis eiförmig oder verkehrt-eiförmig, je nach Varietät breiter oder schmaler. Auf jeder Seite der Mittelrippe befinden sich erkennbare Seitenrippen. Der Spreitengrund ist abgerundet bis keilförmig oder gestutzt, der Blattrand spitzig gezähnt oder gesägt. Vorn ist das Blatt spitz bis zugespitzt oder bespitzt.
Die Blütenstände sind dichte, zymöse Schirmrispen oder Trugdolden mit dicken Ästen. Sie sind bis zu 20 Zentimeter groß. Die meist wenigen, sterilen Blüten sind am Rand und die mehrheitlich zwittrigen im Zentrum angeordnet. Einige Züchtungen besitzen nur sterile Blüten. Die Blüten sind leicht duftend.
Die lang gestielten, sterilen Blüten ohne Krone besitzen bis zu fünf vergrößerte, 1 bis 2,5 Zentimeter große, verkehrt-eiförmige bis rundliche, petaloide Kelchblätter, die auch den Schauapparat bilden. Ihre Farbe schwankt zwischen rein weiß oder je nach pH-Wert des Bodens zwischen bläulich bei sauren und rötlich, rosa bei alkalischen Böden, wobei die Farbstärke unterschiedlich sein kann.
Die kurz gestielten, fertilen, zwittrigen und 4–5-zähligen Blüten mit doppelter Blütenhülle haben einen kleinen, glockenförmigen Blütenbecher mit minimalen, dreieckigen Kelchzipfeln. Die Kronblätter sind bis 3 Millimeter lang. Es sind bis zu 10 Staubblätter vorhanden. Der zwei-, dreikammerige Fruchtknoten ist unter- bis halbunterständig mit zwei bis drei Griffeln. Es ist ein Diskus vorhanden.
Die Blütezeit geht in Japan von Juni bis August.
Es werden kleine, holzige und vielsamige, bis 8 Millimeter lange, rippige Kapselfrüchte (Scheinfrucht) mit beständigen Griffeln gebildet. Die flachen Samen sind knapp geflügelt und bis 7 Millimeter lang.
Die Chromosomenzahl beträgt 2n = 36.

## Verwendung als Zierstrauch

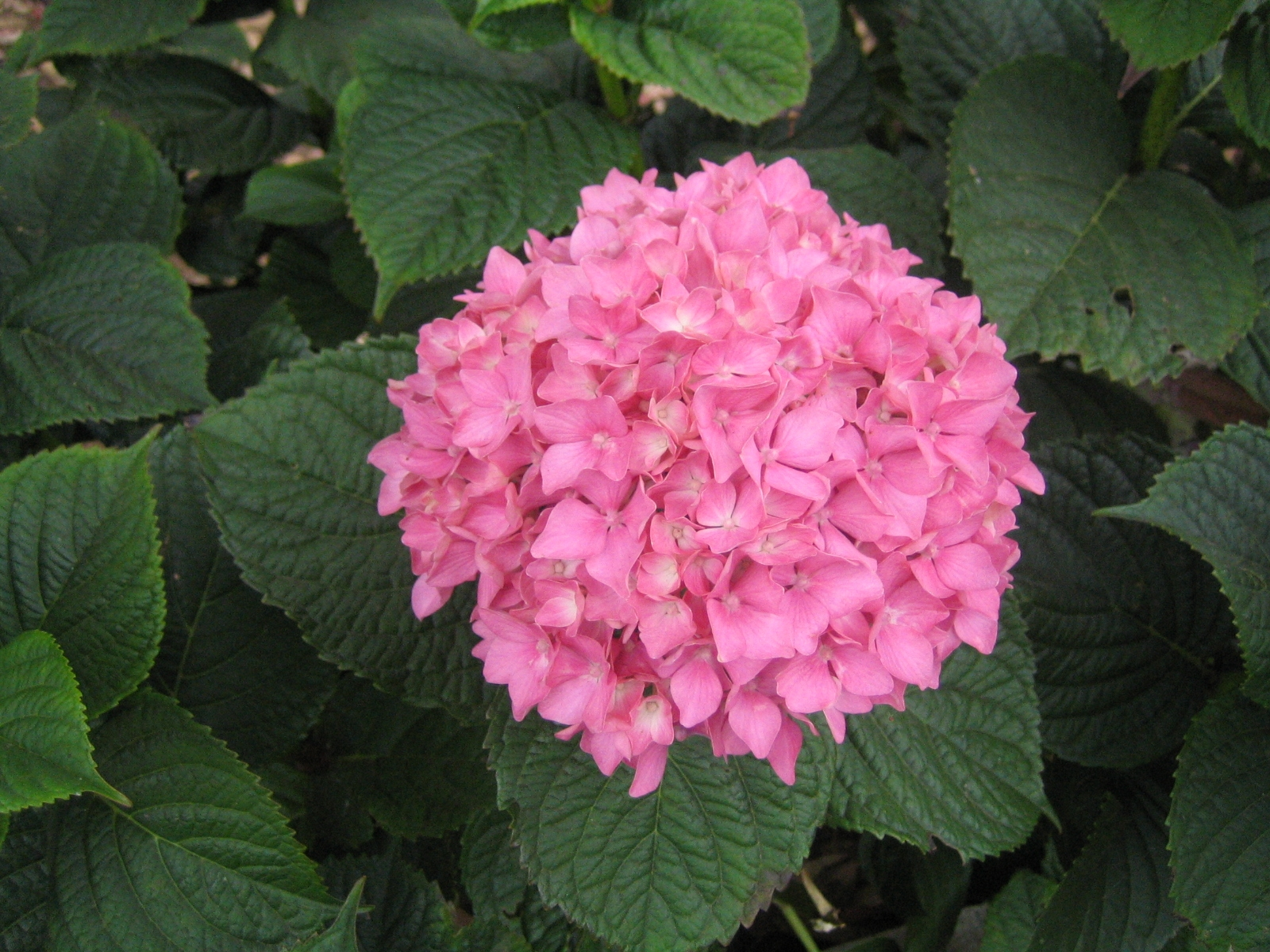
Blütenstand einer verwilderten Hortensie auf Madeira

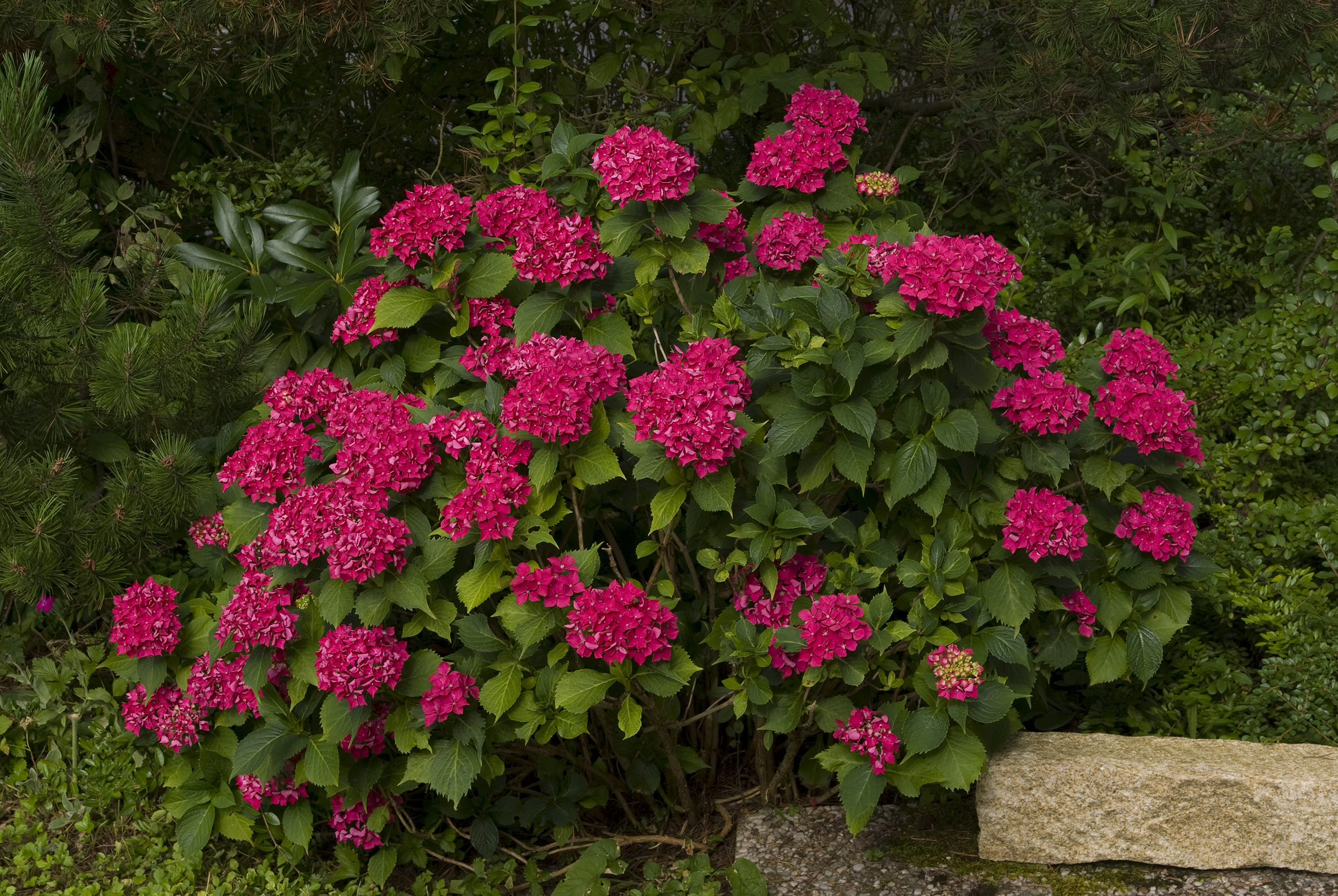
Habitus einer Gartenhortensie (Hydrangea macrophylla)

„Heutzutage“ umfasst der Name Gartenhortensie nicht nur Sorten der Art Hydrangea macrophylla, sondern auch viele Sorten, die vermutlich auf Kreuzungen, insbesondere mit der Samt-Hortensie (Hydrangea aspera), zurückgehen.

### Botanische und gartenbauliche Geschichte
Die Gartenhortensie wurde in Japan schon mehrere Jahrhunderte lang kultiviert. Die Erstveröffentlichung erfolgte 1784 als Viburnum macrophyllum durch Carl Peter Thunberg, der sich damals als Arzt auf der Halbinsel Deshima bei Nagasaki aufhielt.
Gegen 1790 gelangten die ersten Pflanzenexemplare, vermutlich über Umwege, nach Europa. Bei der Frage, von wem und wann genau, findet man verschiedene Angaben. Vermutlich war es Thunberg oder der englische Botaniker Joseph Banks, der die Pflanze mitbrachte. Jedenfalls scheinen die in Europa entstandenen Züchtungen auf die von Banks nach London mitgebrachten Pflanzen zurückzugehen, die wegen ihres starken Wasserbedarfs zunächst als Hydrangea hortensis oder Hydrangea hortensia (altgriechisch ὕδωρ hydōr, deutsch ‚Wasser‘) bezeichnet wurden. Der Name Hortensie, lat. hortensis, geht auf den Namen der Tochter des Prinzen von Nassau, eines Teilnehmers der Bougainville-Expedition, Hortense de Nassau, zurück.
Zunächst blieb die Kultivierung der Art im Wesentlichen auf Botanische Gärten beschränkt. Erst gegen Ende des 19. Jahrhunderts und insbesondere im 20. Jahrhundert wurde diese Pflanzenart in Europa populär, und besonders in Belgien, Holland und Frankreich wurden mehrere Hundert neue Sorten gezüchtet. Später gelangten diese Züchtungen wieder zurück nach Japan, wo sie als Seiyō Ajisai (jap. 西洋紫陽花 ‚Westliche Hortensie‘) bezeichnet werden.
Heutzutage wird die Gartenhortensie in allen Gebieten mit gemäßigtem bis warm-gemäßigtem Klima mit nicht zu harten Wintern angepflanzt. Besonders gut gedeiht sie bei höherer Luftfeuchtigkeit. Auf den Azoren beispielsweise gelten Hortensienhecken um Gärten und Felder und die Straßenrandbepflanzung aus Hortensienreihen als Markenzeichen.

### Blaufärbung der Blüten

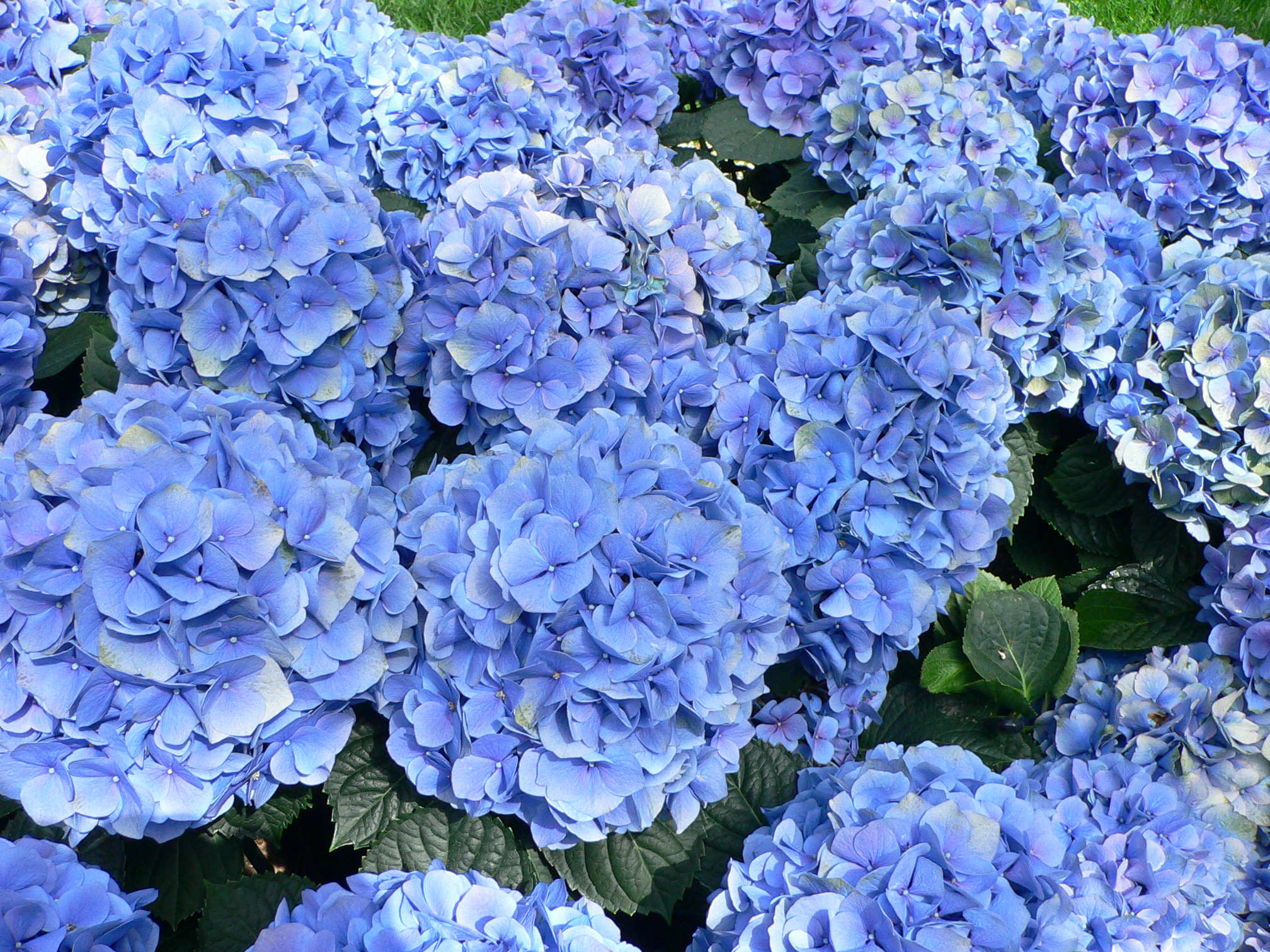
Blau blühende Gartenhortensie

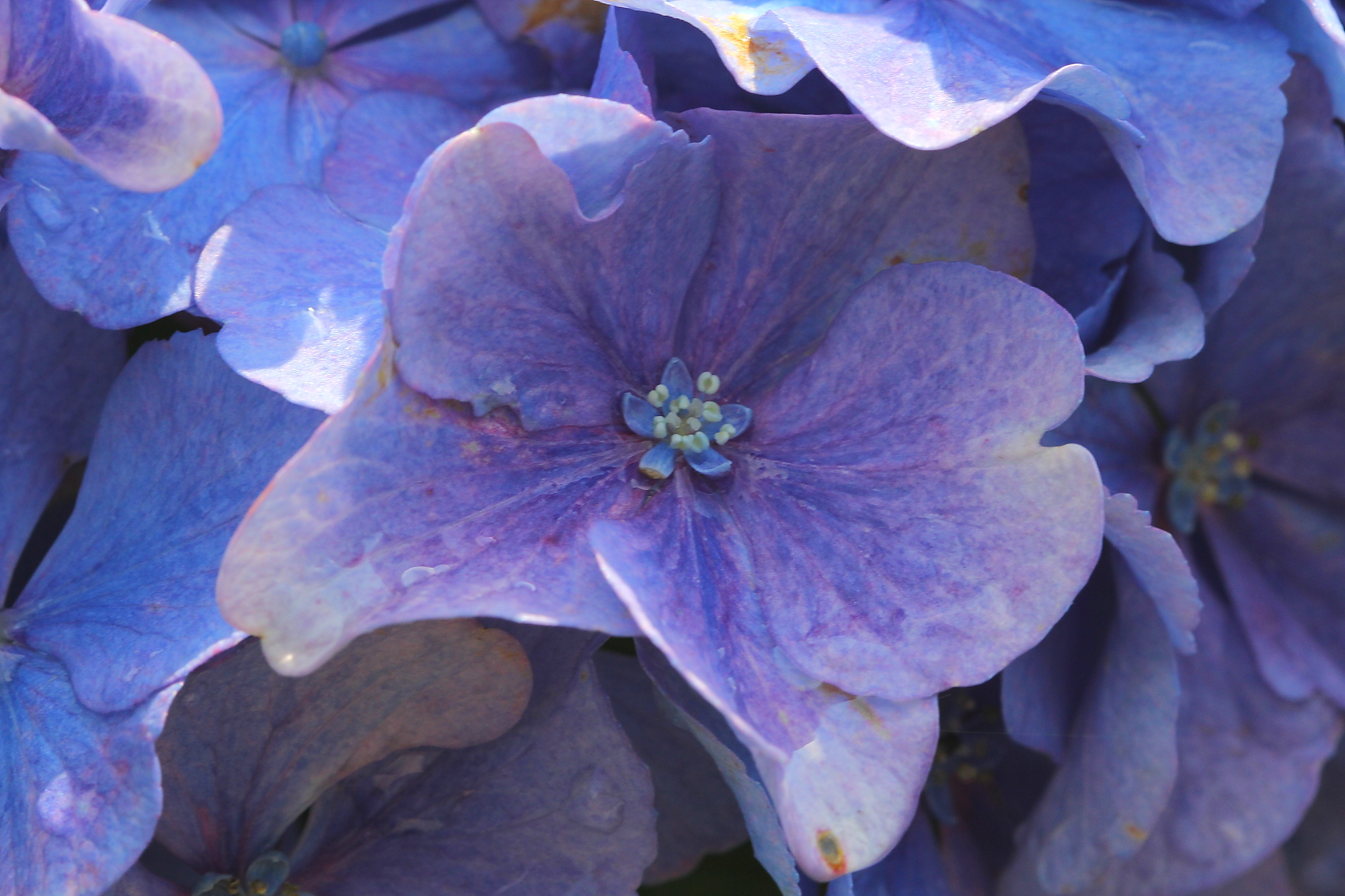
Blüte mit Staubgefäßen, Detailansicht

Die Schaublüten der Gartenhortensie, mit Ausnahme der weißen Sorten, enthalten Delphinidin, einen Anthocyanfarbstoff, dessen Farbe vom pH-Wert abhängt: Er ist violett in saurer Lösung und rot in alkalischer Lösung. Die Blütenfarbe der Gartenhortensie hängt daher vom pH-Wert des Bodens ab, wobei die genauen Werte bei den einzelnen Sorten unterschiedlich sind. Typischerweise ergibt ein pH-Wert zwischen 4 und 4,5 violette Blüten, bei größeren pH-Werten geht die Blütenfarbe dann über Pink nach Rot über. Eine besonders intensive Blaufärbung wird durch Aluminiumionen erreicht.
Zur Regulierung des pH-Wertes wird meist Aluminiumsulfat oder Alaun verwendet. In zu wenig sauren Böden wird das Aluminium allerdings bereits im Boden gebunden und führt nicht zu einer Blaufärbung.

### Pflege

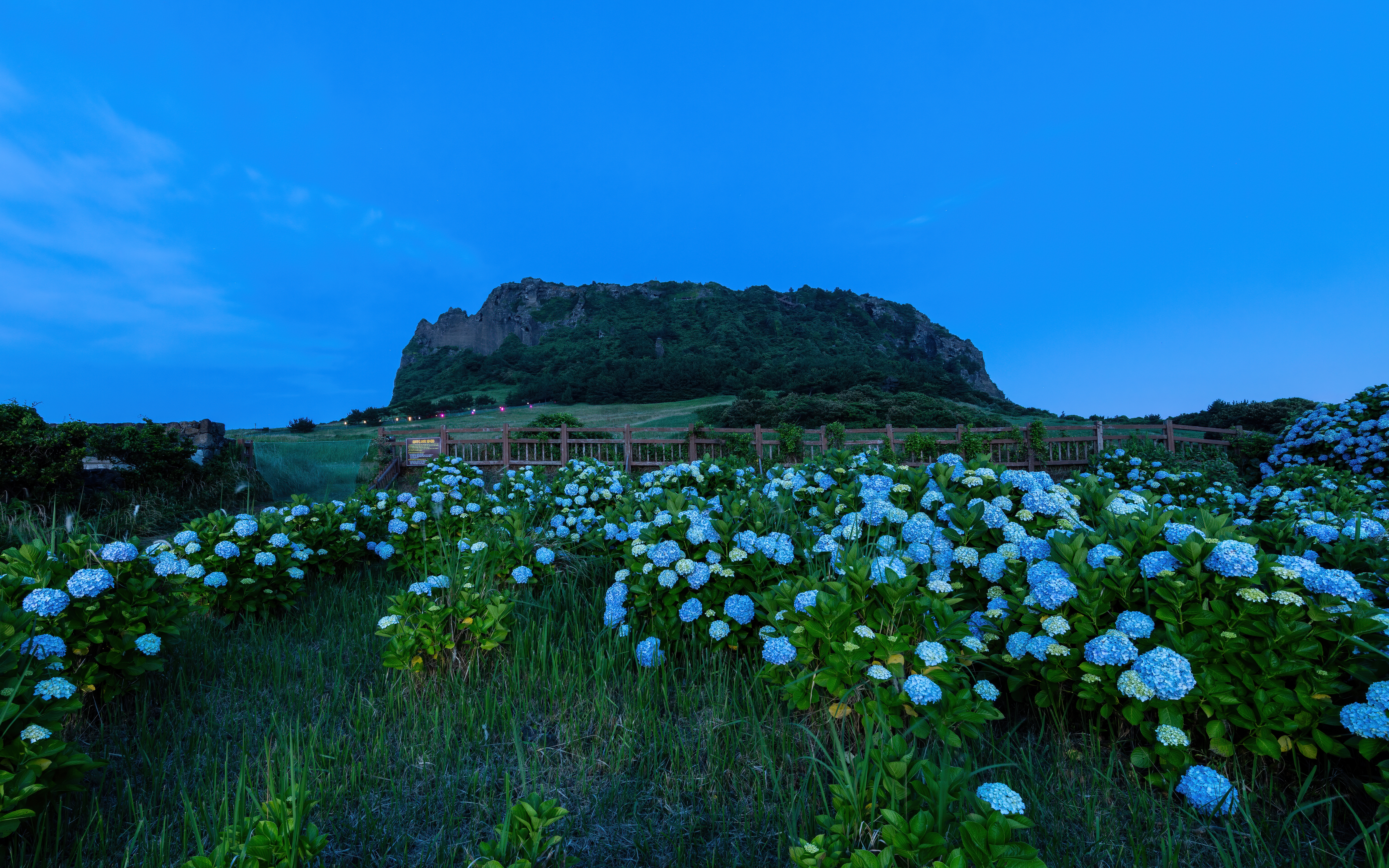
Blaublühende Gartenhortensie vor dem Vulkan Seongsan Ilchulbong zur Blauen Stunde

Gartenhortensien sind je nach Sorte nur bedingt winterhart. In harten Wintern können sie stark zurückfrieren, neu gepflanzte Exemplare können auch ganz eingehen. Eine Überwinterung im Haus ist möglich, wobei die Temperatur knapp über 0 °C betragen sollte.
Die Blüten werden bei der Gartenhortensie bereits im Spätsommer oder im Frühherbst bei Temperaturen von etwa 15 °C in den Knospen für das nächste Jahr angelegt. Die Hauptblütezeit ist von Juni bis August. Die diesjährigen Triebe tragen also bereits den Blütenansatz für das Folgejahr; deshalb dürfen Gartenhortensien nicht im Herbst zurückgeschnitten werden, wenn sie im nächsten Jahr blühen sollen. Eine weitere Konsequenz ist, dass Spätfröste den Blütenansatz zerstören können.
Sie ziehen saure, feuchte Böden ohne Staunässe an einem halbschattigen Standort vor, wachsen aber auch in neutraler oder leicht alkalischer Erde, wenn man auf blaue Blütenfarben verzichtet. Um den pH-Wert des Bodens nicht zu erhöhen, sollte nicht mit kalkhaltigem Leitungswasser, sondern eher mit Regenwasser gegossen werden, da die Pflanzenexemplare sonst zur Chlorose neigen, was von einer Gelbfärbung vom Rand her bis zum Abfallen der Blätter führt.
Die Vermehrung erfolgt fast stets über Kopfstecklinge, die im Frühling bis Frühsommer genommen werden.

## Varietäten, Verbreitung und Standorte
- Hydrangea macrophylla var. normalis E.H.Wilson (jap. Gaku-Ajisai ‚Kelchblatt-Hortensie‘): Eine in den wärmeren Teilen Honshūs und Kyūshūs in Meeresnähe vorkommende Varietät. Bis 2 Meter hoch, mit 5–15 Zentimeter langen, breit eiförmigen, dicken, glänzenden Blättern. Die Farbe der Schaublüten ist Blassblau, Blasslila oder Weiß.
- Hydrangea macrophylla var. megacarpa (jap. Ezo-Ajisai ‚Hokkaidō-Hortensie‘): Eine 1–1,5 Meter hohe Varietät mit 10–17 Zentimeter langen, breit eiförmigen Blättern. Der Blattrand ist zwar scharf, aber recht grob gezähnt. Die lang gestielten Schaublüten haben eine brillant leuchtende blau-lila, manchmal auch weiß-rote Farbe. Man findet die Varietät im Gebirge an den Küsten des Japanischen Meeres auf Hokkaido, im nördlichen Teil Honshūs und auf Kyushu.
- Hydrangea macrophylla var. acuminata (jap. Yama-ajisai ‚Berg-Hortensie‘): Diese in feuchten Tälern und Wäldern vorkommende Varietät wird 1–1,5 Meter hoch und hat 7–12 Zentimeter lange, längliche ovale, glänzende, dicke, in eine lange Spitze ausgezogene Blätter. Die weißlich-lila Schaublüten haben einen langen Stiel. Die Blütezeit geht von Juni bis August. Sie kommt auf Honshū, Shikoku, Kyushu und in Südkorea vor.
- Hydrangea macrophylla var. thunbergii (jap. 甘茶 Amacha, deutsch ‚Süßtee‘): Ähnlich der var. acuminata, aber wild nur 0,7–1 Meter hoch und hat meist rötlich überlaufene, 5–10 Zentimeter lange Blätter. Die Blätter werden süß, wenn man sie trocknet. Sie werden beim japanischen Blumenfest (Hana-Matsuri) als Tee oder Süßmittel für Tee verwendet. Aus diesem Grund wird die Varietät kultiviert.
- Hydrangea macrophylla var. oamacha (jap. 大甘茶 Ōamacha, deutsch ‚Großer Süßtee‘): Die Zweige sind etwas dicker als bei der var. thunbergii. Die etwas größeren und breiteren Blätter sind ebenfalls meist rötlich überlaufen. Die Kelchblätter der Schaublüten sind blau-lila und rundlich. Auch diese Varietät wird als Tee, Süßmittel oder auch als Heilpflanze verwendet.
- Hydrangea macrophylla var. amagiana (jap. 天城甘茶 Amagi-Amacha, deutsch ‚Amagi-Süßtee‘): Ähnlich der Hydrangea macrophylla var. acuminata, aber Blätter 5–10 Zentimeter lang, lanzettlich. Die aus vier bis fünf eiförmigen Kelchblättern bestehenden Schaublüten sind eher klein und rein weiß. Die Blütezeit geht von Juni bis August. Wild kommt diese Varietät in den Gebirgen der Izu-Halbinsel auf Honshū vor. Sie wird aber kultiviert, da man ihre Blätter ebenfalls als Tee, Süßmittel oder Medikament verwenden kann.
- Hydrangea macrophylla var. macrophylla: Diese Varietät umfasst alle Sorten mit nur sterilen Blüten. Sie wird normalerweise bis 1,5 Meter hoch, hat 10–15 Zentimeter lange, eiförmige bis breit eiförmige, dicke und glänzende Blätter. Die Blütezeit geht von Juni bis Juli.

Manchmal wird auch die Art Hydrangea serrata als Varietät oder Unterart von Hydrangea macrophylla angesehen.

## Rezeption
Der Asteroid (13116) Hortensia ist nach der Gartenhortensie benannt.